# Smithsonidrilus fecundus
Smithsonidrilus fecundus är en ringmaskart som beskrevs av Erséus och Wang 2005. Smithsonidrilus fecundus ingår i släktet Smithsonidrilus och familjen glattmaskar. Inga underarter finns listade i Catalogue of Life.